# 長谷川哲夫 (天文学者)
長谷川 哲夫（はせがわ てつお、1955年7月6日 - ）は、日本の天文学者。専門は、電波天文学。アタカマ大型ミリ波サブミリ波干渉計（ALMA）の建設に参加し、国立天文台ALMA推進室プロジェクトマネジャー、合同ALMA事務所（チリ）副プロジェクトマネージャー 、国立天文台チリ観測所長を歴任。国立天文台上席教授。

## 来歴・人物
栃木県出身。1974年栃木県立宇都宮高等学校卒業。1978年東京大学理学部物理学科卒業。1980年東京大学大学院理学系研究科天文学専門課程修士課程修了、東京天文台の助手となる。1985年理学博士号を取得。論文の題は「オリオンKL天体中の星間ガス(英文)」。 1988年東京大学大学院理学系研究科附属天文学教育研究センター助教授。同年第1回日本天文学会研究奨励賞を受賞。2000年国立天文台教授。2008年ALMA副プロジェクトマネジャー、2012年国立天文台チリ観測所長、2016年日本に帰任。
長谷川は赤羽賢司の弟子である。長谷川の弟子には阪本成一らがいる。

## 業績
長谷川は電波天文学の中でもとりわけ星・惑星系の形成過程の研究に従事している。
従来の100倍以上の範囲を観測できる超広角望遠鏡を開発、その超広角望遠鏡を用いて星が誕生する場所と考えられているガス雲を観測した。1992年銀河系の温度と密度が銀河系の中心から離れるほど低くなっていることを発見した。

## 著書・訳書
- 『ひろがる宇宙』（共著）
- 『デイビッド・マリンの驚異の大宇宙』デイビッド・マリン著、長谷川哲夫 訳 (2000年5月、ニュートンプレス)